# Mistrzostwa Europy w Lekkoatletyce 1971 – rzut młotem mężczyzn

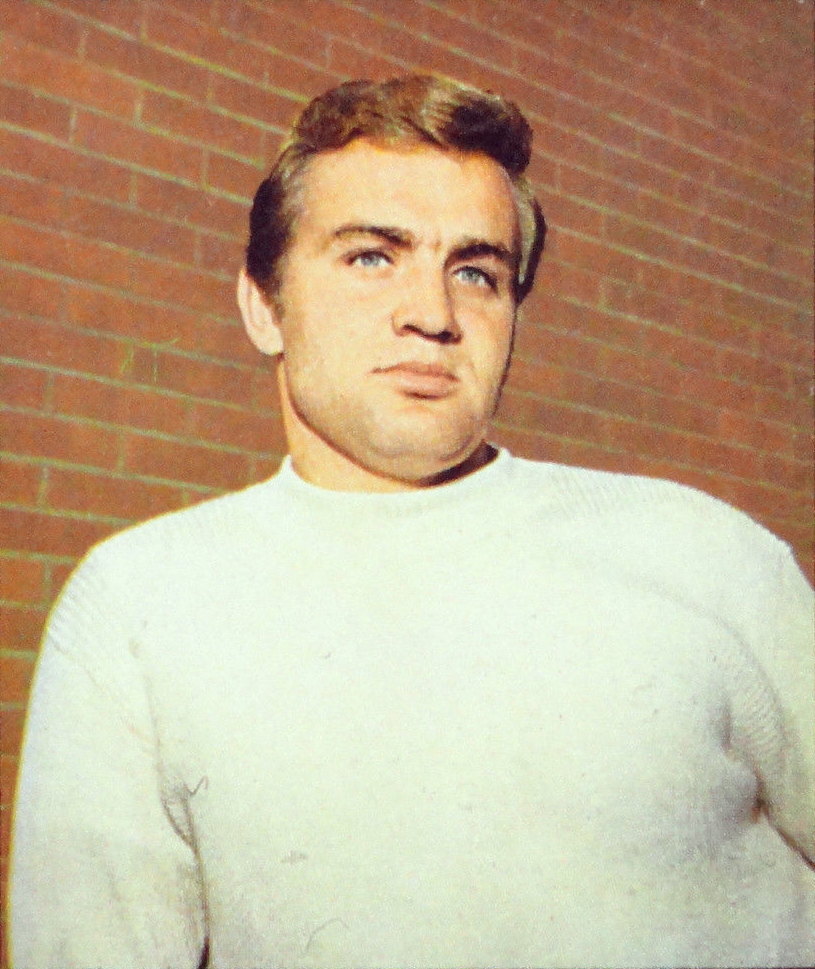
Uwe Beyer

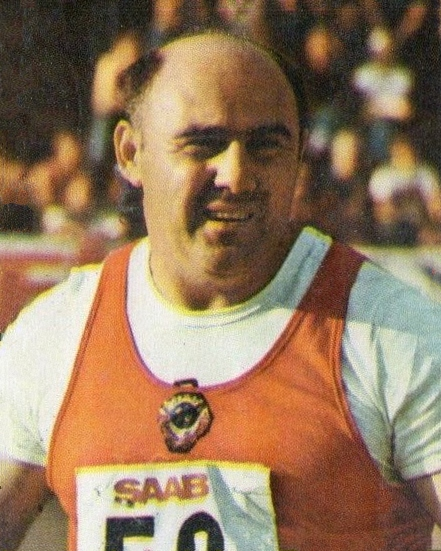
Anatolij Bondarczuk

Rzut młotem mężczyzn był jedną z konkurencji rozgrywanych podczas X Mistrzostw Europy w Helsinkach. Kwalifikacje rozegrano 13 sierpnia, a finał 14 sierpnia 1971. Zwycięzcą tej konkurencji został reprezentant Republiki Federalnej Niemiec Uwe Beyer. W rywalizacji wzięło udział dwudziestu trzech zawodników z czternastu reprezentacji.

## Rekordy
| Rekord świata     | Anatolij Bondarczuk (SUN) | 75,48 | Równe, ZSRR   | 13.10.1969 |
| Rekord Europy     | Anatolij Bondarczuk (SUN) | 75,48 | Równe, ZSRR   | 13.10.1969 |
| Rekord mistrzostw | Anatolij Bondarczuk (SUN) | 74,68 | Ateny, Grecja | 20.09.1969 |

## Wyniki

### Kwalifikacje
Minimum wynosiło 66,00 m.
| Miejsce | Zawodnik              | Wynik | Uwagi |
| ------- | --------------------- | ----- | ----- |
| 1       | Gyula Zsivótzky       | 71,58 | Q     |
| 2       | Reinhard Theimer      | 71,44 | Q     |
| 3       | Sándor Eckschmiedt    | 69,98 | Q     |
| 4       | Anatolij Bondarczuk   | 69,42 | Q     |
| 5       | Wasilij Chmielewski   | 68,32 | Q     |
| 6       | Jochen Sachse         | 68,24 | Q     |
| 7       | Romuald Klim          | 67,90 | Q     |
| 8       | Lutz Caspers          | 67,02 | Q     |
| 9       | Uwe Beyer             | 66,98 | Q     |
| 10      | Walter Schmidt        | 66,92 | Q     |
| 11      | Stanisław Lubiejewski | 66,18 | Q     |
| 12      | Mario Vecchiatto      | 66,02 | Q     |
| 13      | István Encsi          | 65,96 |       |
| 14      | Ernst Ammann          | 65,74 |       |
| 15      | Howard Payne          | 65,54 |       |
| 16      | Jacques Accambray     | 65,50 |       |
| 17      | Srećko Štiglić        | 65,14 |       |
| 18      | Risto Miettinen       | 64,12 |       |
| 19      | Vladimir Prikhodko    | 63,48 |       |
| 20      | Sune Blomqvist        | 62,68 |       |
| 21      | Hans Pötsch           | 62,60 |       |
| 22      | Barry Williams        | 60,56 |       |
| –       | Carlos Sustelo        | NM    |       |

### Finał
| Poz. | Zawodnik              | Reprezentacja | Próby | Próby | Próby | Próby   | Próby | Próby | Wynik |
| Poz. | Zawodnik              | Reprezentacja | 1     | 2     | 3     | 4       | 5     | 6     | Wynik |
| ---- | --------------------- | ------------- | ----- | ----- | ----- | ------- | ----- | ----- | ----- |
| 01 ! | Uwe Beyer             | RFN           | 71,42 | x     | x     | 70,50   | x     | 72,36 | 72,36 |
| 02 ! | Reinhard Theimer      | NRD           | 70,14 | 71,80 | x     | 70,36   | x     | x     | 71,80 |
| 03 ! | Anatolij Bondarczuk   | ZSRR          | 69,78 | 70,18 | 71,10 | 70,84   | x     | 71,40 | 71,40 |
| 4.   | Romuald Klim          | ZSRR          | 60,98 | 67,54 | 69,26 | 69,44   | 70,64 | 68,70 | 70,64 |
| 5.   | Walter Schmidt        | RFN           | 70,12 | 70,54 | 68,66 | 6934,36 | 69,46 | x     | 70,54 |
| 6.   | Sándor Eckschmiedt    | Węgry         | x     | 69,74 | 68,22 | x       | 67,08 | x     | 69,74 |
| 7.   | Jochen Sachse         | NRD           | 69,74 | 66,40 | x     | x       | 67,24 | x     | 69,74 |
| 8.   | Stanisław Lubiejewski | Polska        | 66,72 | 67,50 | 65,54 | 65,84   | x     | 65,62 | 67,50 |
| 9.   | Wasilij Chmielewski   | ZSRR          | 66,76 | 67,00 | 66,20 |         |       |       | 67,00 |
| 10.  | Mario Vecchiatto      | Włochy        | 66,96 | 65,08 | 66,84 |         |       |       | 66,96 |
| 11.  | Gyula Zsivótzky       | Węgry         | x     | 64,94 | x     |         |       |       | 64,94 |
| –    | Lutz Caspers          | RFN           | x     | x     | x     |         |       |       | NM    |